# Astragalus fumosus
Astragalus fumosus es una especie de planta del género Astragalus, de la familia de las leguminosas, orden Fabales.

## Distribución
Astragalus fumosus se distribuye por Turquía.

## Taxonomía
Fue descrita científicamente por Boriss. Fue publicada en Bot. Mater. Gerb. Bot. Inst. Komarova Akad. Nauk S.S.S.R. 10: 50 (1947).